# Nozon
Le Nozon est une rivière coulant en Suisse, dans le canton de Vaud. Elle a la particularité d'alimenter deux bassins versants différents, celui du Rhône (mer Méditerranée) et celui du Rhin (mer du Nord).

## Hydronymie
Jusqu'au VIIe siècle, le Nozon porte le nom de Liun, qui dérive directement de gliun qui est resté présent dans le nom de la commune de Vaulion où coule le Nozon. Dès l'an 642, la rivière prend le nom bas latin de Novisonam Fluviolum qui évolue en Novisonem Fluviolum en 1049. L'origine du mot novisonem bien de deux racines celtiques : novio et ona. Novio signifie nouveau ou frais et ona signifie eau. Le nom Noisonem fluviolum dérive et évolue en Nozon, qui signifie donc nouvelle eau ou eau fraîche.
Peu après Croy, le Nozon entre dans un vallon escarpé par la Chute du Dard. Ce nom est en quelque sorte un pléonasme. En effet, le mot Dard tire son origine de la racine préceltique DR que l'on retrouve aussi dans Drance, Drôme, Durance, etc. Cette racine a donné naissance au mot dar qui signifie rivière faisant des cascades. La Chute du Dard signifie donc la chute de la rivière qui fait des cascades.

## Géographie
Le cours d'eau prend sa source dans la chaîne jurassienne vaudoise à Vaulion, au lieu-dit « Cul du Nozon ». Il s'agit d'un site karstique : l’eau s’infiltre sur le plateau et ressurgit sous la forme de multiples sources :
Parmi elles, sur le versant ouest, les sources de la Cascade, de Pernon (qui présente plus de 1000 m de galerie) et de la Diaz. L'eau de la source de l’Américain, potable, est captée. La source du Cul du Nozon, qui alimentait autrefois un moulin, fournit également de l'eau potable, à un débit de 50 l/s. Sur le versant est se trouvent la source des Cascatelles et la source du Trou à Bonnard, exploitée en été seulement.
Sur son trajet, le Nozon passe par la commune de Romainmôtier où il reçoit les eaux de la source de la Diey. Ensuite, il passe Croy pour arriver aux Gorges du Nozon, puis à la cascade du Dard. Il parcourt un vallon encaissé et en ressort à Pompaples où il se sépare en deux : une partie va dans l'Orbe après avoir rejoint le Talent et fait partie du bassin versant du Rhin, et l'autre va dans la Venoge, et alimente ainsi le Rhône, les vallées de l'Orbe et de la Venoge étant séparées par la colline du Mormont,,.
Le bassin versant du Nozon est de 45 km2.

### Aménagement
Si la partie en amont du Nozon s'écoule dans un lit naturel, la partie en aval dans la plaine de l'Orbe, jusqu'à sa confluence dans le Talent a été canalisée au XIXe siècle pour permettre le développement de l'agriculture. En 2020 et 2021, un tronçon de 2,7 km allant depuis Orbe jusqu'à la confluence de la rivière est renaturé afin de permettre une meilleure protection contre les crues et aussi pour favoriser la vie piscicole et aquatique en général. Le lit de la rivière est élargi et les berges sont abaissées. Des haies et des bosquets sont plantés sur les bords du lit de la rivière,,.

### Hydrologie
À Orny, le débit annuel moyen du Nozon est de 0,325 m3/s pour 2011. Sur la période de 1993 à 2011 le débit moyen est de 0,701 m3/s. Le débit de pointe le plus élevé est atteint le 15 novembre 2002 avec 10,5 m3/s, avec ce même jour un débit moyen de 7,2 m3/s, ce qui en fait aussi le plus élevé de la période de 19 ans. Le débit minimum moyen journalier lui est atteint en août 1998 avec 0,038 m3/s.

## Le Milieu du Monde
Au XVIe siècle, le sire de Gingins-La Sarraz, un seigneur de La Sarraz, ville au sud de Pompaples, fit détourner une partie de l'eau du Nozon vers son moulin, le Moulin Bornu. Elle part ensuite en direction du château pour qu'on puisse l'utiliser pour remplir les douves. L'eau ainsi déviée, dont le cours prend le nom d'Augine, se jette depuis dans la Venoge.
Depuis, une partie des eaux du Nozon s'écoule vers le Talent, donc vers le lac de Neuchâtel, l'Aar et le bassin du Rhin, au nord. L'autre part vers la Venoge, le lac Léman, le bassin du Rhône et donc le sud.
L'endroit où la rivière se sépare a pris le nom de Milieu du Monde.

## Liste des communes traversées par le Nozon
- Vaulion
- Romainmôtier-Envy
- Croy
- Pompaples et St-Loup
- Orny

## Faune
De Vaulion jusqu’à Orny, on ne trouve que la truite fario. En aval, ou la rivière est canalisée, on trouve des espèces du lac qui remontent : loche, ombre commun, chevaine, vairon, gardon, rotonde, épinoche, perche commune.
La Société de Pêche de La Sarraz libère cinq à six mille alevins par an dans le Nozon.

### Sources et bibliographie
: document utilisé comme source pour la rédaction de cet article.
- Daniel L. Vischer, Histoire de la protection contre les crues en Suisse, Rapports de l'Office fédéral des eaux et de la géologie, 2003.
- Site du tourisme de la Sarraz, « Pompaples » (consulté le 12 novembre 2007)
- www.eau21.ch, « À la découverte des richesses du Vallon du Nozon » (consulté le 12 novembre 2007)
- books.google.com, « L'Aar et ses affluents » (consulté le 13 novembre 2007)
- [Kuenzi 2010] Gilbert Künzi et Charles Kraege (ill. Ric Berger), Rivières romandes : À la source de leur nom, Bière, Cabédita, coll. « Archives vivantes », 1999 (réimpr. 2010), 134 p. (ISBN 978-2-88295-247-9, présentation en ligne)
- [Orbe 1202] Carte nationale : Orbe, Wabern, Swisstopo, coll. « 1:25 000 » (no 1202), 2013 (ISBN 978-3-302-01202-5, lire en ligne)
- [Cossonay 1222] Carte nationale : Cossonay, Wabern, Swisstopo, coll. « 1:25 000 » (no 1222), 2013 (ISBN 978-3-302-01222-3, lire en ligne)
- [Yverdon 1203] Carte nationale : Yverdon, Wabern, Swisstopo, coll. « 1:25 000 » (no 1203), 2013 (ISBN 978-3-302-01203-2, lire en ligne)